# David Barral
David Barral (født 10. maj 1983) er en spansk fodboldspiller, som spiller for den japanske fodboldklub Tokushima Vortis.